# 新菠萝灰粉蚧
新菠萝灰粉蚧（学名：Dysmicoccus neobrevipes）是半翅目粉蚧科的一种昆虫，主要分布在热带和亚热带地区。该物种以剑麻、菠萝、柑橘、南瓜、番茄、可可和香蕉等39科76种植物为寄主，是一种农林害虫。